# بيتر هيهوود
بيتر هيهوود (بالإنجليزية: Peter Heywood)‏ (و. 1772 – 1831 م) هو بحار بريطاني، ولد في دوغلاس، جزيرة مان، توفي في لندن، عن عمر يناهز 59 عاماً.

## التعليم
تعلم في St Bees School ‏
.

## الخدمة العسكرية
خدم في البحرية الملكية البريطانية.